# Dekanija
Dekanija je skupina teritorialno in velikokrat zgodovinsko povezanih župnij znotraj rimskokatoliške škofije. Predstojnik dekanije je dekan.